# Reni Takagi
Reni Takagi (高城 れに?, Takagi Reni; Kanagawa, 21 giugno 1993) è un'idol giapponese.
Dal 2008 è membro del gruppo musicale Momoiro Clover Z, di cui è ex leader. È rappresentata dalla Stardust Promotion.

## Discografia
- 2011 - Battle and Romance
- 2013 - 5th Dimension
- 2016 - Amaranthus
- 2016 - Hakkin no yoake

## Filmografia
- Shirome (シロメ?), regia di Kōji Shiraishi (2010)[1]
- Shimin Police 69 (市民ポリス69?, Shimin Porisu 69), regia di Ryūichi Honda (2011)[2]
- Momodora (ももドラ momo+dra?) - film collettivo di 5 episodi distribuito via web, regia di Atsunori Sasaki (2011)[3]
- Ninifuni - cortometraggio direct-to-video, regia di Tetsuya Mariko (2012)[4][5]
- Maku ga agaru (幕が上がる?), regia di Katsuyuki Motohiro (2015)[6]